# 宮澤浩
宮澤 浩（みやざわ ひろし、1970年11月22日 - ）は、神奈川県茅ヶ崎市出身の元サッカー選手（DF）、サッカー指導者。

## 来歴

### 選手
小学4年からサッカーを始め、中央大学学友会サッカー部時代にU-19日本代表に選出され、バルセロナオリンピック日本代表候補に選ばれている。
1993年、Jリーグが始まった年にジェフユナイテッド市原（現ジェフユナイテッド市原・千葉）とプロ契約を結ぶ。
その後1996年からベルマーレ平塚（現湘南ベルマーレ）、1998年からサンフレッチェ広島に所属する。ただ広島での晩年は怪我により全く公式戦には出場していなかった。
2000年10月、広島時代のコーチだったトム・サーマンニに誘われる形でオーストラリアン・ナショナルサッカーリーグ(NSL)のキャンベラ・コスモスFCに移籍し1シーズン在籍する。
2001年、市原時代のチームメイトだったウィントン・ルーファーに誘われる形でニュージーランドのフットボール・キングスFCに移籍し、2003年に引退した。

### 指導者
選手引退後、ルーファーが立ち上げたサッカースクール・ウィナーズ（WYNRS）のコーチとなり、2007年から2014年までアカデミーディレクターを務めた。教え子にはフィッツジェラルド舞行龍ジェームズとアイザック・テレ・フィッツジェラルド兄弟、FIFAクラブワールドカップ2015に出場した柏レイソルユース出身でオークランド・シティFC所属のマイケル・デン・ヘイジャーらがいる。その後、2015年から2019年までウェリントン・フェニックスサッカースクールのテクニカルディレクターを務めた。
2014年から2019年までオネフンガ・スポーツ男子トップチーム監督を務めた。2020年にオネフンガ・スポーツとスリー・キングス・ユナイテッドが合併してオークランド・ユナイテッドFCが発足すると、宮澤は男子トップチームの監督およびアカデミーディレクターに就任した。
また、2017年から2020年までU20サッカーニュージーランド代表のアシスタントコーチを務めた。

## 個人成績
2000年10月現在
| 国内大会個人成績 | 国内大会個人成績       | 国内大会個人成績 | 国内大会個人成績 | 国内大会個人成績             | 国内大会個人成績 | 国内大会個人成績 | 国内大会個人成績 | 国内大会個人成績 | 国内大会個人成績 | 国内大会個人成績 | 国内大会個人成績 |
| 年度             | クラブ                 | 背番号           | リーグ           | リーグ戦                     | リーグ戦         | リーグ杯         | リーグ杯         | オープン杯       | オープン杯       | 期間通算         | 期間通算         |
| 年度             | クラブ                 | 背番号           | リーグ           | 出場                         | 得点             | 出場             | 得点             | 出場             | 得点             | 出場             | 得点             |
| 日本             | 日本                   | 日本             | 日本             | リーグ戦                     | リーグ戦         | リーグ杯         | リーグ杯         | 天皇杯           | 天皇杯           | 期間通算         | 期間通算         |
| ---------------- | ---------------------- | ---------------- | ---------------- | ---------------------------- | ---------------- | ---------------- | ---------------- | ---------------- | ---------------- | ---------------- | ---------------- |
| 1993             | 市原                   | -                | J                | 13                           | 0                | 6                | 0                | 3                | 0                | 22               | 0                |
| 1994             | 市原                   | -                | J                | 5                            | 0                | 0                | 0                | 0                | 0                | 5                | 0                |
| 1995             | 市原                   | -                | J                | 1                            | 0                | -                | -                | 0                | 0                | 1                | 0                |
| 1996             | 平塚                   | -                | J                | 24                           | 0                | 14               | 0                | 3                | 0                | 41               | 0                |
| 1997             | 平塚                   | 22               | J                | 5                            | 0                | 4                | 0                | 0                | 0                | 9                | 0                |
| 1998             | 広島                   | 2                | J                | 21                           | 1                | 3                | 0                | 0                | 0                | 24               | 1                |
| 1999             | 広島                   | 2                | J1               | 0                            | 0                | 0                | 0                | 0                | 0                | 0                | 0                |
| 2000             | 広島                   | 2                | J1               | 0                            | 0                | 0                | 0                | 0                | 0                | 0                | 0                |
| オーストラリア   | オーストラリア         | オーストラリア   | オーストラリア   | リーグ戦                     | リーグ戦         | リーグ杯         | リーグ杯         | FFA杯            | FFA杯            | 期間通算         | 期間通算         |
| 2000-01          | キャンベラ・コスモスFC |                  | NSL              |                              |                  |                  |                  |                  |                  |                  |                  |
| ニュージーランド | ニュージーランド       | ニュージーランド | ニュージーランド | リーグ戦                     | リーグ戦         | リーグ杯         | リーグ杯         | オープン杯       | オープン杯       | 期間通算         | 期間通算         |
| 2001-02          | フットボール・キングス |                  | NSL              |                              |                  |                  |                  |                  |                  |                  |                  |
| 2002-03          | フットボール・キングス |                  | NSL              |                              |                  |                  |                  |                  |                  |                  |                  |
| 通算             | 日本                   | 日本             | J1               | 69                           | 1                | 27               | 0                | 6                | 0                | 102              | 1                |
| 通算             | 豪州                   | 豪州             | NSL              | \|\|\|\|\|\|\|\|\|\|\|\|\|\| |                  |                  |                  |                  |                  |                  |                  |
| 通算             | NZ                     | NZ               | NSL              | \|\|\|\|\|\|\|\|\|\|\|\|\|\| |                  |                  |                  |                  |                  |                  |                  |
| 総通算           | 総通算                 | 総通算           | 総通算           | \|\|\|\|\|\|\|\|\|\|\|\|\|\| |                  |                  |                  |                  |                  |                  |                  |

## 資格
- OFC Aライセンス